# Madkværn
En madkværn er en kværn, som kan findele mad til flydende og pumpbar masse. Nogle madkværne sættes direkte i en køkkenvask (en køkkenkværn).

## Funktion
En madkværn er et elektrisk køkkenredskab, som findeler organisk affald fra madlavningen. En køkkenkværn er monteret under køkkenvasken, hvorigennem organiske madvarer skylles bort og med køkkenkværnens rivefunktioner kværnes til en konsistens mindende om juice. Denne juice-lignende væske ledes via kloaksystemet ud til rensningsanlægget, som det allerede sker med toiletaffaldet.
Alt organisk affald kan let bortskaffes med en madkværn. Det gør det let at arbejde i køkkenet, idet en stor del af affaldet fjernes med det samme. Desuden medfører brugen af en madkværn, at affaldsposen langt sjældnere vil være våd og ildelugtende, hvad typisk vil skyldes organisk affald.
En køkkenkværn udleder i spildevandsnettet, men grundet skadedyr er der udviklet lukkede systemer til opbevaring af madaffald, så kværnen pumper madaffaldet ned i en opbevaringstank. I en opbevaringstank kan madaffaldet opbevares i længere tid og derved nedbringe fossil-CO2 på transport, og efterfølgende kan madaffaldet udnyttes til bioforgasning, hvorved madaffaldet bliver til en ressource og restaffaldet fra denne proces er slam, der kan anvendes til gødning af marker med fosfor, kalcium og andre vigtige næringsstoffer, der således ikke går tabt i en forbrændingsproces.

## Miljø
Madkværnen er ikke alene til fordel for de, som installerer den. Den er også til fordel for miljøet. De madrester, som ellers vil blive smidt i skraldespanden, bliver kværnet til meget små partikler og skylles med spildevandet via afløbssystemet direkte ud til rensningsanlægget. Her kan det organiske affald blive omdannet til biogas, som bl.a. kan anvendes til CO2-rigtigt og miljøvenligt el og varme frem for at gå til spilde på forbrændingsanlægget. 30-40 % af husholdningsaffald består af organisk affald.
Biogas er et alternativ til de begrænsede fossile brændstoffer. Samtidig er biogas en vedvarende ressource. Denne ressource kan anvendes til el og varme. En øget produktion af biogas vil naturligt medføre et større potentiale for de el-og biogas drevne køretøjer. Desuden kan restproduktet ved produktion af biogas anvendes til gødning på marker som alternativ til kunstgødning. En meget afgørende fordel ved brugen af biogas frem for de fossile brændsler er, at CO2 udledningen bliver formindsket.

### Udenlandske erfaringer
I over 80 lande, heriblandt USA, Mexico og England, er der få restriktioner for installation af køkkenkværne på statsligt niveau, men mange bystyrer og lokalområder har lokale forordninger, som ikke tillader brugen af køkkenkværne. Her viser erfaringer, at kildesortering gennem køkkenkværne er en rentabel løsning hvad angår affaldshåndtering, selvom det dog langtfra er den mest miljørigtige metode. I et større antal amerikanske kommuner er installation af en køkkenkværn endda et krav. Således nedbringer de også afhentningen af restaffaldet til hver 14. dag. I USA har det desuden vist sig, at antallet af rotter er faldet i takt med indførelsen af køkkenkværne. I Europa er køkkenkværne knap så udbredte. England var det første europæiske land, som indførte køkkenkværnen. Her har ca. 5 % af alle husholdninger en køkkenkværn installeret.

## Kommunale udfordringer
I Danmark har Ishøj Kommune og tidligere også Odense Kommune åbnet for, at borgerne må installere en køkkenkværn uden først at skulle igennem den almindelige ansøgningsprocedure gennem kommunen. Men der er også mange fordele forbundet med at støtte indførelsen af køkkenkværne for kommunerne. Når affaldet bliver kværnet, vil det f.eks. ikke være en fødekilde for rotter, hvorfor antallet af rotter formentlig vil falde, ligesom det er tilfældet i USA, hvor antallet af rotter er faldet i takt med indførelsen af køkkenkværne. Desuden vil der ikke være behov for ligeså mange affaldsafhentninger, og skraldemændene kan imødese en lettere arbejdsdag, idet affaldet vil være mere tørt og mindre ildelugtende, når det organiske affald er frasorteret. Færre indsamlinger og transport af affald vil desuden betyde, at kommunerne vil have færre udgifter forbundet med affaldsafhentning.
Affaldet som køres til forbrændingsanlægget, vil være bedre sorteret, hvorfor alle energi-ressourcer kan udnyttes mest optimalt.
Ydermere vil genbrugskvoten af affald stige, bl.a. fordi mere organisk affald vil blive omdannet til biogas. I langt størstedelen af danske kommuner er renseanlæggene ikke bygget til at frasortere fine madpartikler, og der forefindes ikke genvinding af biogassen gennem forrådnelsen. Derfor køres det opsamlede organiske affald på lossepladsen og forbrændingen. Indtil disse er ombygget til at klare denne udfordring, vil affaldet havne samme sted uanset. Der er strenge krav til udvinding af biogas, da der er eksplosionsfare. Ydermere genvindes biogassen allerede på mange danske og europæiske lossepladser, så den miljøøkonomiske fordel vil i EU og Danmark være mindre end i USA.
Odense kommune har ændret reglerne og det er ikke længere lovligt med køkkenkværne.

## Køkkenkværn i husholdninger
Før der kan installeres en køkkenkværn i det private hjem, skal der skrives en ansøgning til kommunen. Dette er dog ikke gældende for borgere, som er bosat i Ishøj kommune. Her er det blevet besluttet, at borgere kan installere en køkkenkværn i deres hjem, uden at skulle igennem den sædvanlige ansøgningsprocedure.
Med en køkkenkværn installeret er det lettere og hurtigere at komme af med husholdningens organiske affald. Køkkenkværnen findeler det organiske affald med svingklodser og ikke knive. Derfor kan børn og voksne ikke komme til skade ved at stikke hånden ned i kværnen. Desuden vil skraldeposen være knap så tung, våd og ildelugtende, når det organiske affald bortskaffes via køkkenkværnen. Det medfører også en mere hygiejnisk varetagelse af affald, da det organiske affald bortskaffes nærmest kilden.
Der er stort set ingen fare for fejlsortering af affaldet, for køkkenkværnen kan ikke kværne metalgenstande, glas mv.